# اجماع سکوتی
اجماع سکوتی به فتوایی که توسط یک یا چند فقیه صادر گردد و سپس در میان دیگر فقهای عصر منتشر شود و پس از سپری شدن مدتی کسی با آن فتوی مخالفت نکند گفته می‌شود.این گونه اجماع (فقه) از نظر فقهای امامیه فاقد ارزش است و دلیلشان غیرقابل انتساب بودن سکوت به اشخاص ساکت عنوان می‌شود.